# IMPERIAL JB's
- IMPERIAL JB's
- インペリアル JB's

IMPERIAL JB's（インペリアル ジェイビーズ）は、1980年代中頃に福岡県で結成されたダンスカンパニー。第3回高校生制服対抗ダンス甲子園優勝チームIMPERIALの母体。

## 歴史
1986年に、前年結成の女性ジャズダンスチームIMPERIAL JAZZ MASTERSと男性ブレイクダンスチームIMPERIAL BREAK MASTERSが合流し、頭文字を取ってIMPERIAL JB'sとなる。
1991年春に若手選抜が第2回ダンス甲子園にチーム名をIMPERIALとして出場。ブレイクダンスの実力が話題となり、同年秋の第3回大会で優勝を飾る。同年11月にダンス甲子園メンバーがIMPERIAL JB'sとしてメジャーデビューを果たし、アイドル的な人気を得る。

## メンバー

### 初期メンバー
- 長谷川三枝子（1957年4月10日 - 2021年10月19日[3]） - IMPERIAL JAZZ MASTERS創始メンバー。IMPERIAL JB'sリーダー。
- 佐久間浩之 - 元Be Bop Crew。IMPERIAL BREAK MASTERS初代リーダー[4]。指導者を兼ねる[5]。The Spartanic Rockersメンバー。ダンス甲子園には第3回3位の関東地区代表D or Dの仕掛け人として参加[6]。
- RICKY - 1978年からプロとして活動。1983年結成の伝説的ヒップホップチームBe Bop Crews創始メンバー[7]。1986年の第1次Be Bop Crews解散後に参加。IMPERIAL BREAK MASTERS2代目リーダー[4]。ダンス甲子園でのLL BROTHERS、IMPERIALなど福岡勢活躍のフィクサー的立場であった[6]。
- GAZILOW（ガジロウ） - IMPERIAL BREAK MASTERS3代目リーダー[4]。1987年にダンサーとして活動を開始[8]。ダンス甲子園チームの振り付け担当。

### ダンス甲子園メンバー
当初は4名組だったが、番組側の提案で広島のダンスチームA.S.T Breakersの成人メンバーMARIO（佐々木隆）とKID（小岡豊）の2名を加入させた。
- 平川満郎 - リーダー
- 酒見伸二 - 1988年加入。DANCE STUDIO SCOOBY-DOO代表兼ダンスイベントHOT PANTS主催者[10]
- 松藤幹規[11]
- 梅野勇蔵 - その後、SPEEDやDA PUMPのバックダンサーを務める[12]
- MARIO（佐々木隆） - ヘッドスピン、エッグ、ドリル(高速ヘッドスピン)が特技
- KID（小岡豊）

## アルバム
- 『YO! IMPERIAL JB's』1992年1月
- 『IMPERIAL舞－RAW』1992年9月
- 『チェックディスアウト』1999年12月

## シングル
- 『YO! IMPERIAL JB's』1991年11月
- 『IMPERIAL舞－RAW』1992年7月
- 『EVERYBODY SUNSHINE』1993年1月

## CM
- バブリシャスガム
- カンコー学生服
- 福岡産米 夢つくし

## 写真集
- 『インペリアル JB's』小学館

## 関連する人物
- TONY GOGO - 指導者
- dj honda - アルバムに参加。